# Manaraga
Il monte Manaraga (in lingua russa: Манарага), alto 1662 metri, è una delle cime più elevate degli Urali subpolari, la catena montuosa che fa parte del più vasto sistema dei monti Urali.
Dal punta di vista amministrativo fa parte della Repubblica dei Komi, in Russia. È posizionato 15 km a ovest del Monte Narodnaja, la cima più elevata dell'intera catena.
L'etimologia del nome non è nota con certezza, ma sembra che derivi dalla lingua nenec, con il significato di zampa d'orso.

## Descrizione
Il monte ha una cima molto frastagliata, suddivisa in sette guglie guglie ravvicinate che sono all'origine del suo nome in lingua nenec, dove significa zampa d'orso. Visto dalla valle dell'omonimo fiume Manaraga, la guglia più elevata è la seconda da destra.
Fino al 1927, quando fu esplorato il vicino Monte Narodnaja e  Aleshkov misurò la sua altezza in 1894 metri, il Manaraga era considerato la montagna più alta degli Urali, nonostante sia effettivamente più basso di oltre 200 metri. Questo era probabilmente dovuto al fatto che la montagna è isolata e si staglia nettamente nella pianura dando l'impressione di essere molto alta.
Le pendici più basse del monte sono poco ripide e coperte di verde, ma le parti superiori sono caratterizzate da pareti verticali di roccia, dove la vegetazione è del tutto assente.